# Lieutenant général de Sicile
Le lieutenant général de Sicile est une ancienne fonction du royaume des Deux-Siciles. Il assumait les pouvoirs exécutifs délégués par le roi sur l'île.

## Instauration
Durant la présence du roi Ferdinand IV à Palerme à partir de 1806, ayant quitté Naples prise par les armées napoléoniennes, la charge de vice-roi de Sicile est suspendu. Refusant la constitution sicilienne présenté par le Parlement sicilien en 1812, le roi nomme son fils François lieutenant général du royaume le 16 janvier 1812, pour gouverner la Sicile à sa place, et se retire dans son pavillon de chasse de Ficuzza. Lorsqu'il peut regagner Naples en mai 1815, il laisse son fils en Sicile comme lieutenant. 

## Chronologie

### Royaume des Deux-Siciles
| Identité                                       | Dates | Monarque               |
| ---------------------------------------------- | --- | ---------------------- |
| François de Bourbon, duc de Calabre            | 16 janvier 1812 - 16 décembre 1816 | Ferdinand IV de Naples |
| Niccolò Filangieri, prince de Cutò             | 16 décembre 1816 - 11 octobre 1817 | Ferdinand Ier          |
| François de Bourbon, duc de Calabre            | 11 octobre 1817 - 27 juin 1820 | Ferdinand Ier          |
| Diego Naselli, prince della Scaletta           | 27 juin 1820 - 19 juillet 1820 | Ferdinand Ier          |
| Pietro Colletta                                | Novembre 1820 - 25 février 1821 | Ferdinand Ier          |
| Vito Nunziante, marquis de Cirello             | 25 février - 24 mars 1821 | Ferdinand Ier          |
| Pietro Gravina, cardinal                       | 24 mars - 27 mai 1821 | Ferdinand Ier          |
| Niccolò Filangieri, prince de Cutò             | 27 mai 1821 - 24 juin 1822 | Ferdinand Ier          |
| Antonio Lucchesi Palli, prince de Campofranco  | 24 juin 1822 - 16 juin 1824 | Ferdinand Ier          |
| Pietro Ugo, marquis de Favare                  | 16 juin 1824 - 4 janvier 1825 | Ferdinand Ier          |
| Pietro Ugo, marquis de Favare                  | 4 janvier 1825 - 8 novembre 1830 | François I             |
| Vito Nunziante, marquis de Cirello             | 11 novembre 1830 - 4 mars 1831 (général commandant faisant fonction de lieutenant)                                                    | Ferdinand II           |
| Léopold de Bourbon-Siciles                     | 8 novembre 1830 - 29 août 1835 | Ferdinand II           |
| Antonio Lucchesi Palli, prince de Campofranco  | 29 août 1835 - 31 octobre 1837 | Ferdinand II           |
| Onorato Gaetani, duc de Laurenzana             | 31 octobre 1837 - 14 janvier 1840 | Ferdinand II           |
| Josef Anton Tschudi, marquis de San Pasquale   | 14 janvier 1840 - 27 novembre 1840 (général commandant faisant fonction de lieutenant)                                                | Ferdinand II           |
| Luigi Nicola de Majo, duc de San Pietro        | 27 novembre 1840 - 18 janvier 1848 | Ferdinand II           |
| Louis de Bourbon-Siciles, comte d'Aquila       | 18 janvier 1848 - 9 février 1848 | Ferdinand II           |
|                                                | 6 mars 1848 - 9 octobre 1849 : Révolution sicilienne. Ruggero Settimo est président du gouvernement du royaume indépendant de Sicile. | Ferdinand II           |
| Carlo Filangieri, prince de Satriano           | 9 octobre 1849 - 9 février 1855 | Ferdinand II           |
| Paolo Ruffo di Bagnara, prince de Castelcicala | 13 mars 1855 - 17 mai 1860 | Ferdinand II           |
| Paolo Ruffo di Bagnara, prince de Castelcicala | 13 mars 1855 - 17 mai 1860 | François II            |
| Ferdinando Lanza                               | 17 mai 1860 - 20 juillet 1860 |                        |

### Royaume d'Italie
|   | Nom et prénom                   | Mandat                            | Monarque           |
| - | ------------------------------- | --------------------------------- | ------------------ |
| 1 | Massimo Cordero de Montezemolo  | 2 décembre 1860 - 14 avril 1861   | Victor-Emmanuel II |
| 2 | Alessandro della Rovere         | 14 avril - 5 septembre 1861       | Victor-Emmanuel II |
| 3 | Ignazio De Genova di Pettinengo | 5 septembre 1861 - 5 janvier 1862 | Victor-Emmanuel II |